# Acanthopathes
Acanthopathes is een geslacht van neteldieren uit de klasse van de Anthozoa (bloemdieren).

## Soorten
- Acanthopathes hancocki (Cooper, 1909)
- Acanthopathes humilis (Pourtalès, 1867)
- Acanthopathes somervillei (Cooper, 1909)
- Acanthopathes thyoides (Pourtalès, 1880)
- Acanthopathes undulata (van Pesch, 1914)